# Consuelo González Ramos
Consuelo González Ramos (Villamayor de Campos, 7 de junio de 1877-Madrid, ¿1956?), también conocida por sus pseudónimos «Celsia Regis» y «Doñeva de Campos», además de periodista, enfermera y feminista española, emprendió diferentes iniciativas con el objetivo de facilitar la emancipación económica de la mujer en la década de los años veinte.

## Biografía
Nacida en la localidad zamorana de Villamayor de Campos el 7 de junio de 1877.  Estudió magisterio en la Escuela normal de Valladolid.
Fue enfermera durante la Guerra de África, vivencias que plasmaría en la obra La mujer española en la campaña del Kert (1912). Colaboró en el diario melillense El Telegrama del Rif. donde escribió una serie de artículos bajo el título “Retrato del Hospital del Docker”. Usó los pseudónimos «Celsia Regis» y «Doñeva de Campos».
Defensora del voto de la mujer, fue fundadora en 1917 de la publicación femenina La Voz de la Mujer, que dirigió hasta 1931. También fundó la Asociación Nacional de Mujeres Españolas (1918), la Federación Internacional Feminista (1919) y la Unión del Feminismo Español (1924). Era partidaria de un feminismo conservador y católico y apoyó la dictadura de Primo de Rivera.
Creó la primera Escuela de Tipógrafas de España, siendo las alumnas las que confeccionaban La Voz de la Mujer. Las alumnas de la Escuela tenían que comprometerse a no aceptar un salario inferior al de sus compañeros varones y denunciarlo si se lo imponían.
Fundó la que se conoce como la primera Granja Escuela Femenina en Españae intentó crear una  Escuela Profesional de Periodistas. Además en 1925 fundó una institución, La Casa de la Mujer, con objetivos similares al Lyceum Club Femenino , que se fundaría un año después. Ese mismo año  entró, primero como concejala suplente, y después como teniente de alcalde en el Ayuntamiento de Madrid.
Aunque la Real Academia de la Historia indica que murió en Madrid en 1956, se desconoce la fuente que indica este año como la fecha de su fallecimiento. De hecho, el último dato documentado hasta el momento se corresponde con el año 1941.

## Obra
- Isabel la Católica (1923).
- La vida y corte de España (1924) que incluye 173 biografías de mujeres célebres nacidas en Madrid.
- La mujer en los municipios (1925).
- La novela Ideales de amor (La Perla Negra)  de 1928.

## Reconocimiento
En Melilla existe una calle con su nombre.